# タスキーギ
タスキーギ、あるいはタスキギー (Tuskegee) はアメリカ合衆国アラバマ州メイコン郡の市。州都モンゴメリーの東に位置し、メイコン郡郡都である。面積44.9平方キロメートル、人口9,395人（2020年国勢調査）。タスキーギの語源は、アメリカ先住民マスコギー語族のクリークの言葉 "Taskeke" に由来し、「戦士」を意味する。
2020年国勢調査によると住民の約96パーセントが黒人である。この地でブッカー・T・ワシントンは「白人と黒人の相互和解」を呼びかける穏健で妥協的な黒人運動を展開した。1960年には、黒人票を奪い白人に有利なゲリマンダー選挙区を裁判に持ち込んだ (Gomillion v. Lightfoot)。また、公民権運動に貢献したローザ・パークスの出生地としても知られる。
かつて1932年から1972年までアメリカ公衆衛生局主導でタスキーギ梅毒実験と呼ばれる梅毒の臨床研究が実施され、現在は人種差別を利用した非倫理的な人体実験として非難されている。
ブッカー・T・ワシントンとルイス・アダムスによって設立された黒人大学のタスキーギ大学が所在する。第二次世界大戦中、タスキーギ・エアメンと呼ばれる黒人のみで編成されたアメリカ陸軍航空隊の部隊は、タスキーギ大学のプログラムからスタートした。

## 著名な出身者
- ローザ・パークス - 公民権運動活動家
- ライオネル・リッチー - 歌手